# بيير براسور
بيير براسور (بالفرنسية: Pierre Brasseur )‏ (و. 1905 – 1972 م) هو ممثل أفلام، وممثل مسرحي، وكاتب سيناريو فرنسي، ولد في باريس، توفي عن عمر يناهز 67 عاماً، بسبب نوبة قلبية.

## جوائز
حصل على جوائز منها:
- وسام جوقة الشرف
- قائد الفنون والآداب.

## وصلات خارجية
- بيير براسور على موقع IMDb (الإنجليزية)
- بيير براسور على موقع الموسوعة البريطانية (الإنجليزية)
- بيير براسور على موقع مونزينجر (الألمانية)
- بيير براسور على موقع ألو سيني (الفرنسية)
- بيير براسور على موقع ميوزك برينز (الإنجليزية)
- بيير براسور على موقع أول موفي (الإنجليزية)
- بيير براسور على موقع قاعدة بيانات الأفلام السويدية (السويدية)
- بيير براسور على موقع إن إن دي بي (الإنجليزية)
- بيير براسور على موقع ديسكوغز (الإنجليزية)
- بيير براسور على موقع قاعدة بيانات الفيلم (الإنجليزية)